# Opistognathus maxillosus
Opistognathus maxillosus is een  straalvinnige vissensoort uit de familie van kaakvissen (Opistognathidae). De wetenschappelijke naam van de soort is voor het eerst geldig gepubliceerd in 1860 door Poey.
De soort staat op de Rode Lijst van de IUCN als niet bedreigd, beoordelingsjaar 2009.